# Casa Farmàcia Suriol
La Casa Farmàcia Suriol és una obra del municipi de l'Arboç inclosa en l'Inventari del Patrimoni Arquitectònic de Catalunya.

## Descripció
L'edifici té dues façanes, la principal dona de cara a la Plaça i la lateral, al Carrer Major. La façana principal és precedida per un porxo, sostingut per columnes. Els baixos són ocupats per la farmàcia. La resta de l'edifici presenta dues plantes més. El pis noble consta d'un balcó a la banda de la plaça i dos balcons a la façana lateral. Tots ells tenen una gran base, barana de ferro forjat, llinda i una decoració mitjançant motllures. La segona és molt restaurada i presenta tres finestres, dues al carrer Major i una a la Plaça. Damunt hi ha un gran ràfec i una barana.

## Història
D'aquest edifici cal ressaltar la columna de la dreta que aguanta l'edifici, i que data del s. XV abans que el carrer fos obert fins al Portal Nou.